# Jogos Asiáticos de Inverno de 1996
Os Jogos Asiáticos de Inverno de 1996 foram a terceira edição do evento multiesportivo realizado na Ásia. Como a decisão do Comitê Olímpico Internacional de realizar os Jogos Olímpicos de Inverno com dois anos de diferença para os Jogos Olímpicos de Verão afetou o calendário dos Jogos Asiáticos de Inverno, estes tiveram de ser adiados também em dois anos, para não ocorrerem no mesmo ano dos Jogos Olímpicos. O evento, originalmente agendado para a Coreia do Norte, foi realizado em Harbin, na República Popular da China.
O logotipo desta edição foi o tradicional sol vermelho do Conselho Olímpico da Ásia, posto acima de uma forma em azul, que lembra uma cadeia rochosa e uma pista de esqui. O mascote adotado foi Doudou, um personagem inspirado em uma ervilha.

## Países participantes
Dezoito países participaram do evento:
| - China - Cazaquistão - Coreia do Norte - Coreia do Sul - Filipinas - Hong Kong - Índia - Irão - Japão | - Kuwait - Macau - Mongólia - Paquistão - Quirguistão - Tajiquistão - Tailândia - Taipé Chinesa - Uzbequistão |

## Modalidades
Nove modalidades formaram o programa dos Jogos:
- Biatlo
- Esqui alpino
- Esqui estilo livre
- Esqui cross-country
- Hóquei no gelo
- Patinação artística
- Patinação de velocidade
- Patinação de velocidade em pista curta
- Salto de esqui

## Quadro de medalhas
País sede destacado.
| Ordem | País          | Medalha de ouro | Medalha de prata | Medalha de bronze |     |
| ----- | ------------- | --------------- | ---------------- | ----------------- | --- |
| 1     | China         | 15              | 7                | 15                | 37  |
| 2     | Cazaquistão   | 14              | 9                | 8                 | 31  |
| 3     | Japão         | 8               | 14               | 10                | 32  |
| 4     | Coreia do Sul | 8               | 10               | 8                 | 26  |
| 5     | Uzbequistão   |                 | 1                | 1                 | 2   |
| TOTAL | TOTAL         | 45              | 41               | 42                | 128 |